# Rafał Jawgiel z Minigayła
Rafał Jawgiel z Minigayła herbu Łabędź – marszałek upicki w latach 1678-1691, podsędek upicki w 1676 roku, miecznik upicki w latach 1669-1671.
Jako poseł na sejm elekcyjny 1669 roku podpisał pacta conventa Michała Korybuta Wiśniowieckiego w 1669 roku. Był elektorem Jana III Sobieskiego z powiatu upickiego w 1674 roku. Poseł sejmiku upickiego na sejm nadzwyczajny 1688/1689 roku, sejm 1690 roku.